# Graceland (Memphis)
Graceland è stata per lungo tempo la dimora di Elvis Presley, nonché la sua ultima abitazione, e sorge al numero 3734 dell'Elvis Presley Boulevard a Memphis, nel Tennessee. 
Dal 1978 Graceland è una struttura aperta al pubblico e ciò rende possibile visitare il giardino e la tomba di Elvis Presley, mentre dal 1982 si possono visitare anche i principali ambienti interni dove il celebre cantante e attore visse a lungo. 
Nel 1991 Graceland è stata inserita nel National Register of Historic Places e dichiarata un Monumento Storico Nazionale nel 2006. È la seconda residenza più famosa e visitata degli Stati Uniti dopo la Casa Bianca.

## Storia

### Le origini
L'edificio era originariamente una fattoria di proprietà di S.C. Toof, fondatore della SC Toof & Co., una società editrice di Memphis; Toof era stato in precedenza anche il caporedattore del giornale di Memphis, il Memphis Daily Appeal. La residenza fu rinominata Graceland (terra di Grace) in onore alla figlia di Toof, Grace, che ereditò la fattoria alla morte del padre. Nel 1939 fu una delle nipoti di Grace Toof, Ruth Moore, che insieme al marito, il dottor Thomas Moore, ampliò l'edificio aggiungendo i tipici elementi architettonici in "stile coloniale".

### La dimora di Elvis Presley
Elvis Presley acquistò questa grande dimora il 19 marzo 1957 per 102.500 dollari, che al tempo sorgeva al di fuori dell'agglomerato urbano di Memphis. Egli decise di trasferirsi qui dalla precedente abitazione al 1034 di Audubon Drive a causa della sempre maggiore mancanza di privacy e di sicurezza, che l'ingrossarsi delle file dei suoi fan andavano sempre più peggiorando. Elvis traslocò a Graceland assieme al padre Vernon Presley e alla madre Gladys. Dopo che Gladys morì nel 1958, Vernon si risposò con Dee Stanley nel 1960 e la coppia visse per qualche tempo insieme a Elvis a Graceland, per poi trasferirsi in seguito in un'altra abitazione all'interno della proprietà, dove il padre stabilì il proprio ufficio e visse fino alla sua morte, nel 1979.
Priscilla Beaulieu, futura moglie di Presley, visse anche lei a Graceland per cinque anni prima di sposarlo e diventare sua moglie. Dopo il loro matrimonio, celebratosi a Las Vegas il 1º maggio 1967, Priscilla dimorò ancora a Graceland per ulteriori cinque anni fino a quando si separò da Elvis alla fine del 1972, tuttavia frequentò la dimora anche dopo il divorzio, recandosi a Graceland per ogni festività natalizia.
Graceland fu l'ultima dimora di Elvis, poiché qui morì il 16 agosto 1977, nel suo bagno personale al primo piano, presumibilmente per un attacco cardiaco. 
La salma di Elvis venne esposta al pubblico nel salone della grande casa, in prossimità delle vetrate colorate che lo separano dalla "Music Room" e i visitatori che resero omaggio a Elvis furono più di tremila in soli due giorni. 

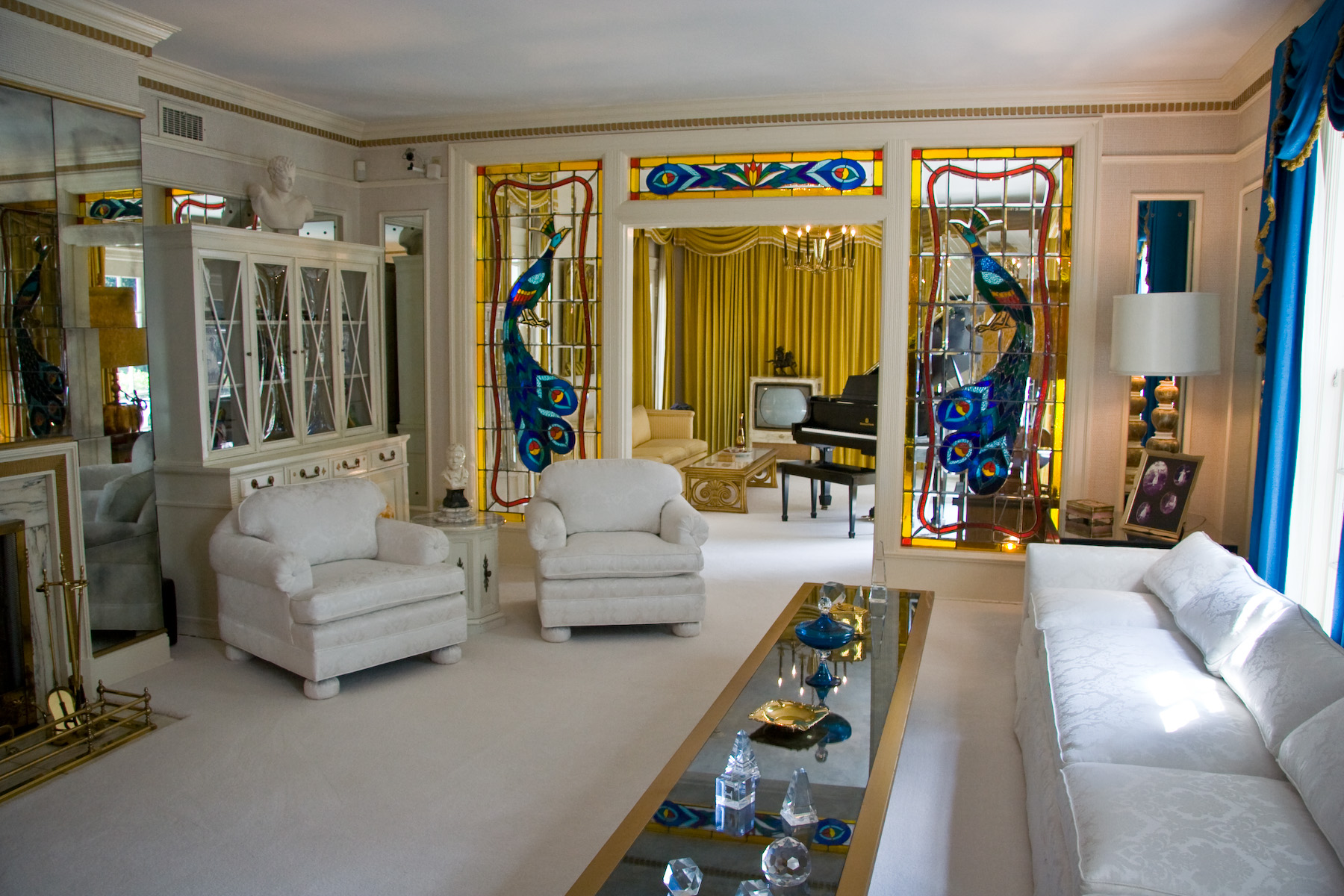
Il salotto e sul fondo la "Music Room"

## Architettura

### Esterno

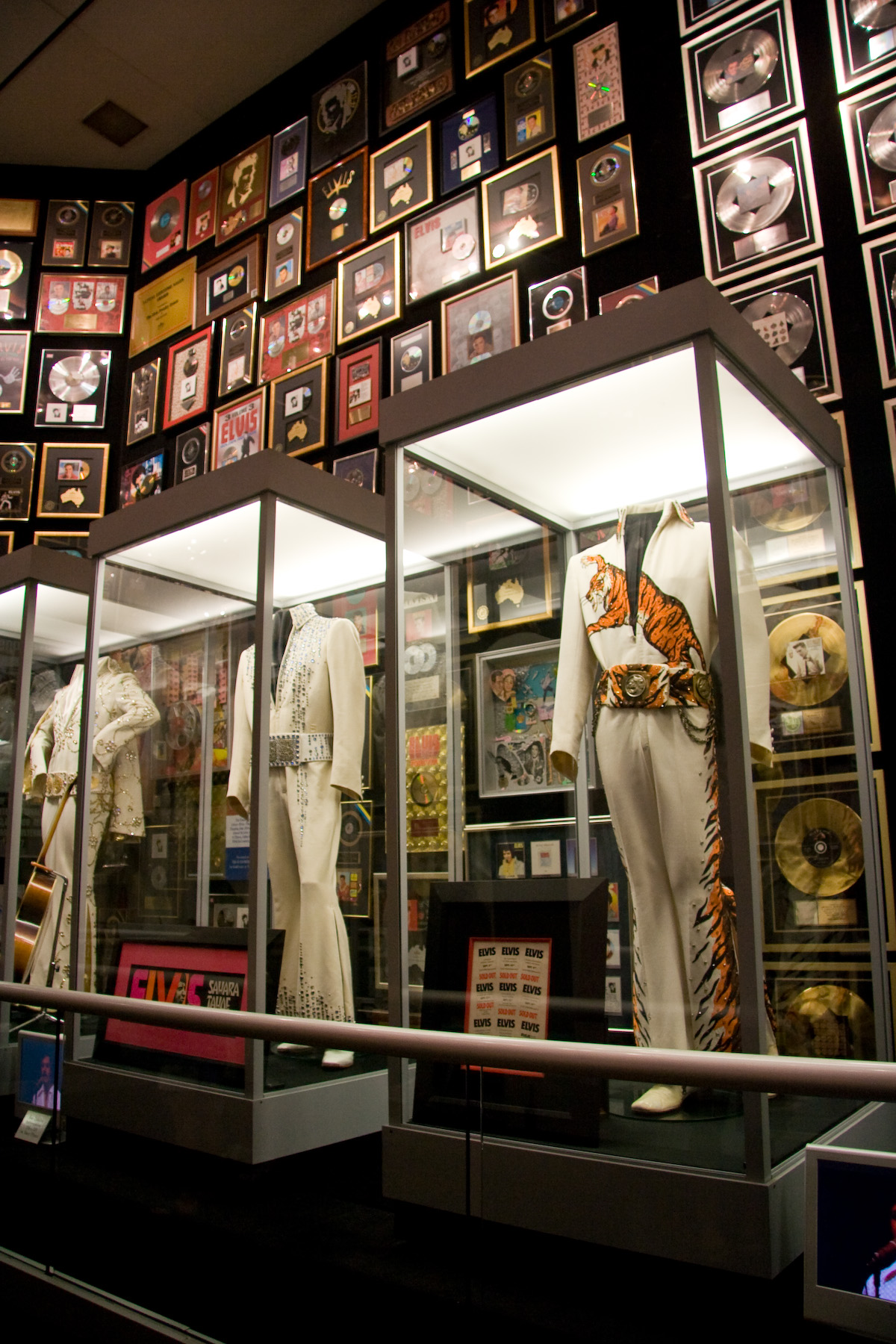
Scorcio della "Golden Room"

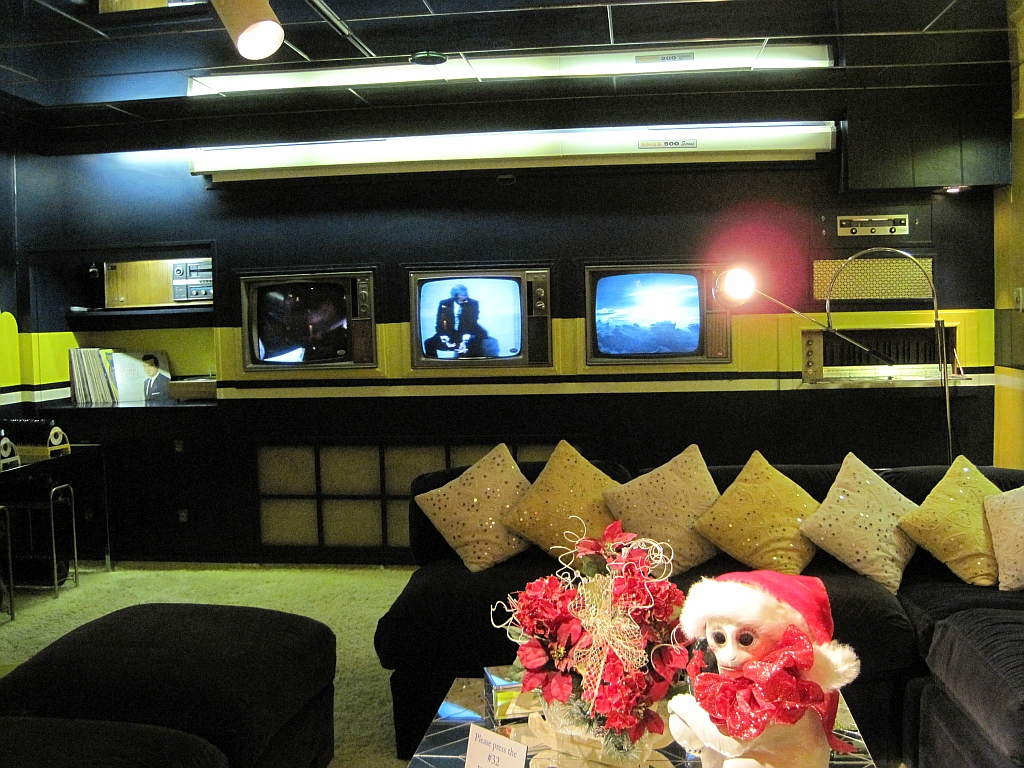
La "TV Room" di Graceland

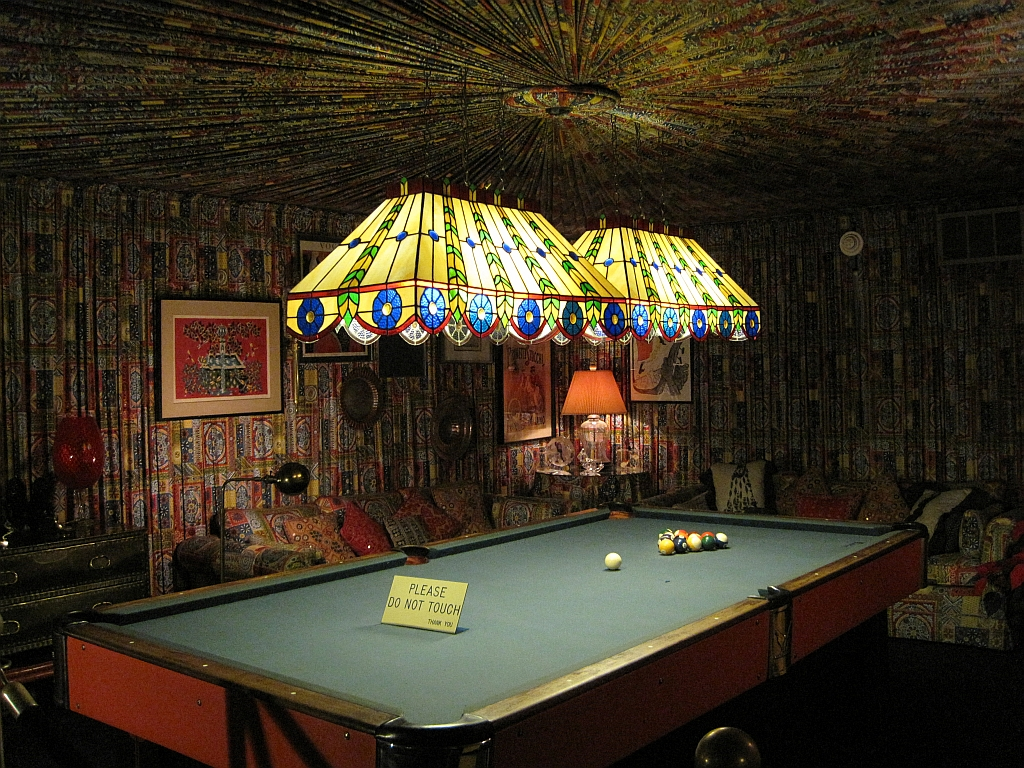
Il biliardo vicino alla "TV Room"

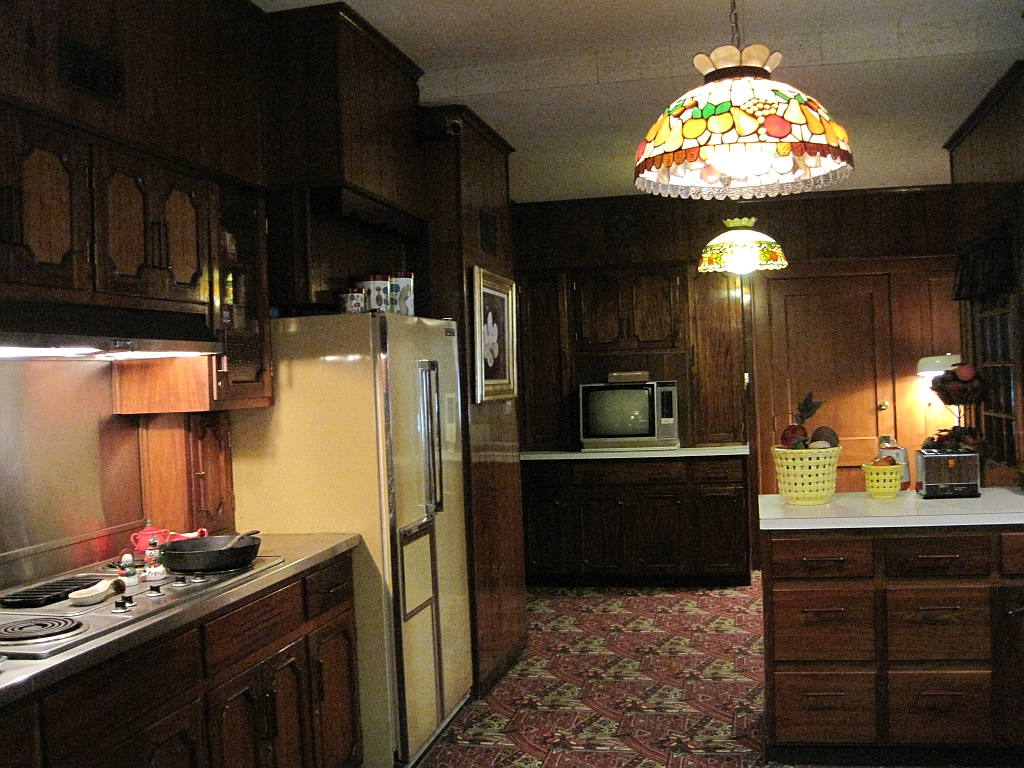
La cucina di Graceland

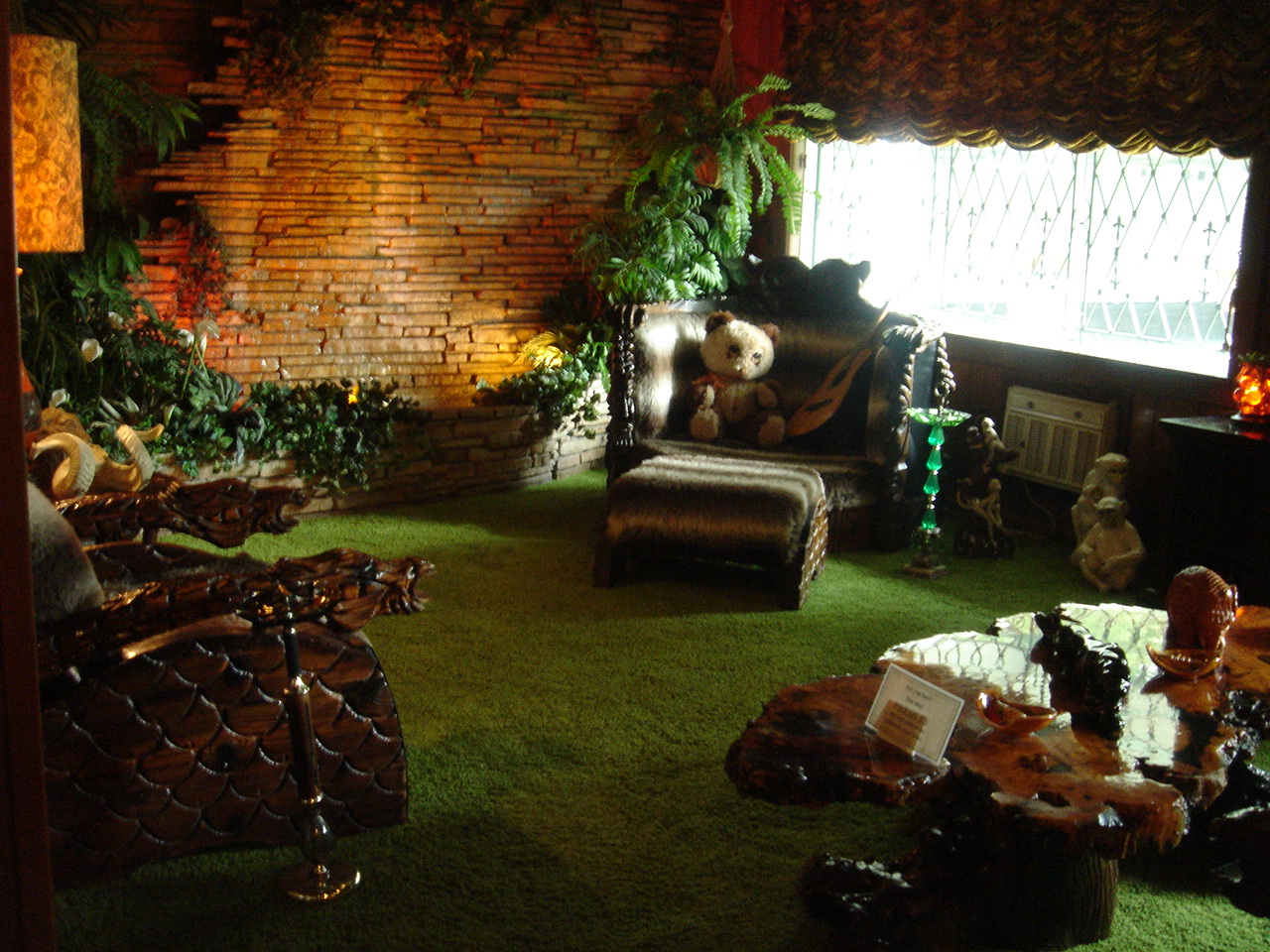
La "Jungle Room"

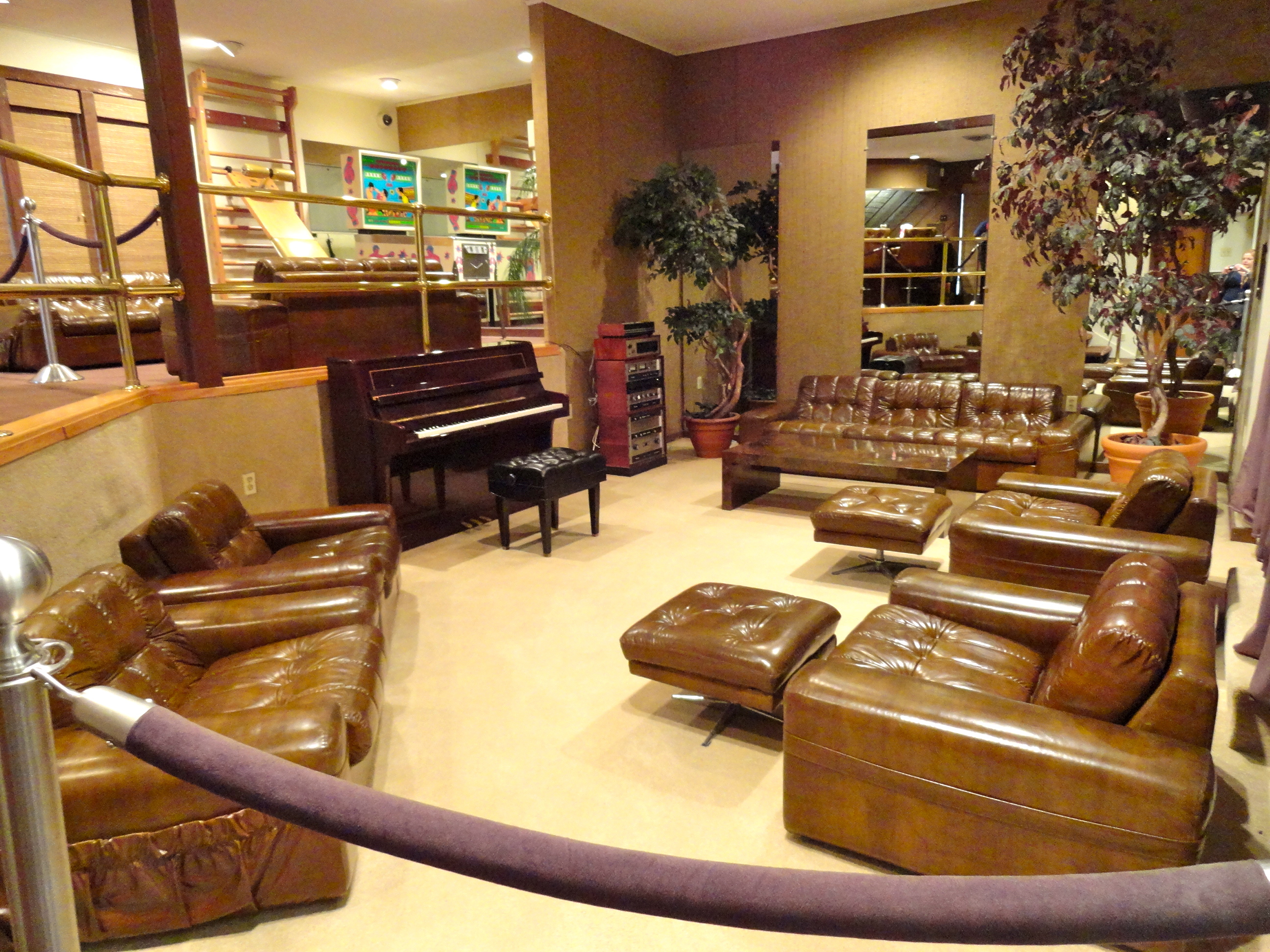
Gli ambienti della palestra di Graceland

L'edificio è rivestito prevalentemente in pietra calcarea e si sviluppa su tre piani, di cui uno interrato. Il grande portico di ingresso che caratterizza la facciata principale è decorato in stucco bianco ed è costituito da quattro colonne in stile corinzio sovrastate dall'ampio timpano, mentre ai lati della scalinata esterna troneggiano due grandi leoni in pietra accucciati. La proprietà comprende anche un vasto parco di oltre cinque ettari con una dépendence, una piscina, una scuderia per cavalli, aree di svago e il "Meditation Garden" progettato dall'architetto Bernard Grenadier. 
Nelle immediate adiacenze al di fuori della tenuta sono sorte anche, a partire dagli anni ottanta, una serie di strutture ricettive e polifunzionali tra cui un teatro, una cappella per celebrare matrimoni, un grande hotel con piscina, ristoranti, negozi, vasti parcheggi, nonché l'esposizione permanente dei due aerei privati di Elvis Presley e delle sue numerose vetture, presso la struttura della Graceland Plaza.

### Interni
Gli interni sono composti da ventitré ambienti distribuiti sui tre piani dell'edificio, di cui otto camere da letto e svariate stanze da bagno, per un totale di circa 1 630 metri quadri.
Dopo aver acquistato la proprietà, Presley fece effettuare ampliamenti e profonde modifiche per soddisfare le proprie esigenze personali, secondo i suoi eccentrici gusti. Le spese per questi lavori ammontarono a circa 500 000 dollari, tra cui si contano il lungo muro di cinta in pietra rosa dell'Alabama che circonda l'intera proprietà, il cancello d'ingresso in ferro battuto a tema musicale disegnato dall'artista Abe Sauer, il grande garage per ospitare decine di autovetture, la "TV Room" situata nel piano interrato, dove Elvis si intratteneva a lungo guardando anche tre televisori contemporaneamente e che comprende anche un piccolo bar, una sala da biliardo, la "Music Room" vicina al salotto con un pianoforte a coda, la "Golden Room", ovvero il lungo corridoio dove sono esposti i numerosi dischi d'oro, premi e riconoscimenti ricevuti dal cantante e ora anche alcuni suoi celebri costumi di scena, svariati arredi, una piscina, una palestra, un campo da racquetball e la risistemazione del vasto parco.
Una delle modifiche più celebri ed eccentriche che Presley volle far realizzare fu la Jungle Room, che dispone anche di una cascata interna. Nel febbraio e ottobre del 1976, la stessa Jungle Room venne trasformata temporaneamente in uno studio di registrazione, dove Presley registrò la maggior parte dei suoi ultimi due album, From Elvis Presley Boulevard, Memphis, Tennessee e Moody Blue.

### La cucina
Elvis era solito fare accurate liste delle provviste che dovevano sempre essere conservate nella cucina di Graceland per ogni evenienza. Gli articoli comprendevano:
- carne magra e fresca, non congelata
- una bottiglia di Pepsi Cola
- una bottiglia di aranciata
- almeno 6 scatole di biscotti
- hamburger
- sottaceti, patate e cipolle
- frutta fresca assortita
- barattoli di crauti
- würstel
- almeno tre bottiglie di latte parzialmente scremato
- pancetta magra (tagliata sottile)
- senape
- burro di arachidi
- spremuta d'arancia fresca (da rifarsi ogni sera)
- budino di banana
- ingredienti per stufato e salsa
- brownies al cioccolato (da rifarsi ogni sera freschi)
- gelato (vaniglia e cioccolato)
- cocco grattugiato
- 3 confezioni ciascuna di gomme da masticare alla menta, doppia menta e gusto frutta
- Dristan (analgesico)
- Super Anahist (analgesico)
- Contac (decongestionante)
- Sucrets (antibiotico scatola rossa)
- sigari
- sigarette

### Il "Meditation Garden"
Un'altra delle modifiche più singolari apportate da Presley fu l'aggiunta del "Meditation Garden", progettato dall'architetto Bernard Grenadier e dove, disposte a raggiera attorno a una fontana circolare, lo stesso Elvis volle far realizzare le tombe della madre Gladys, della nonna materna e, in seguito, del padre Vernon. Una piccola targa commemora anche il fratello gemello di Elvis, Jesse Garon, morto alla nascita e, dal 1977, trova posto anche la tomba dello stesso Elvis Presley, vera attrattiva di Graceland. Dal 2023 vi sono sepolti anche Lisa Marie Presley e suo figlio Benjamin, morto suicida nel 2020 a soli ventisette anni.

## Museo

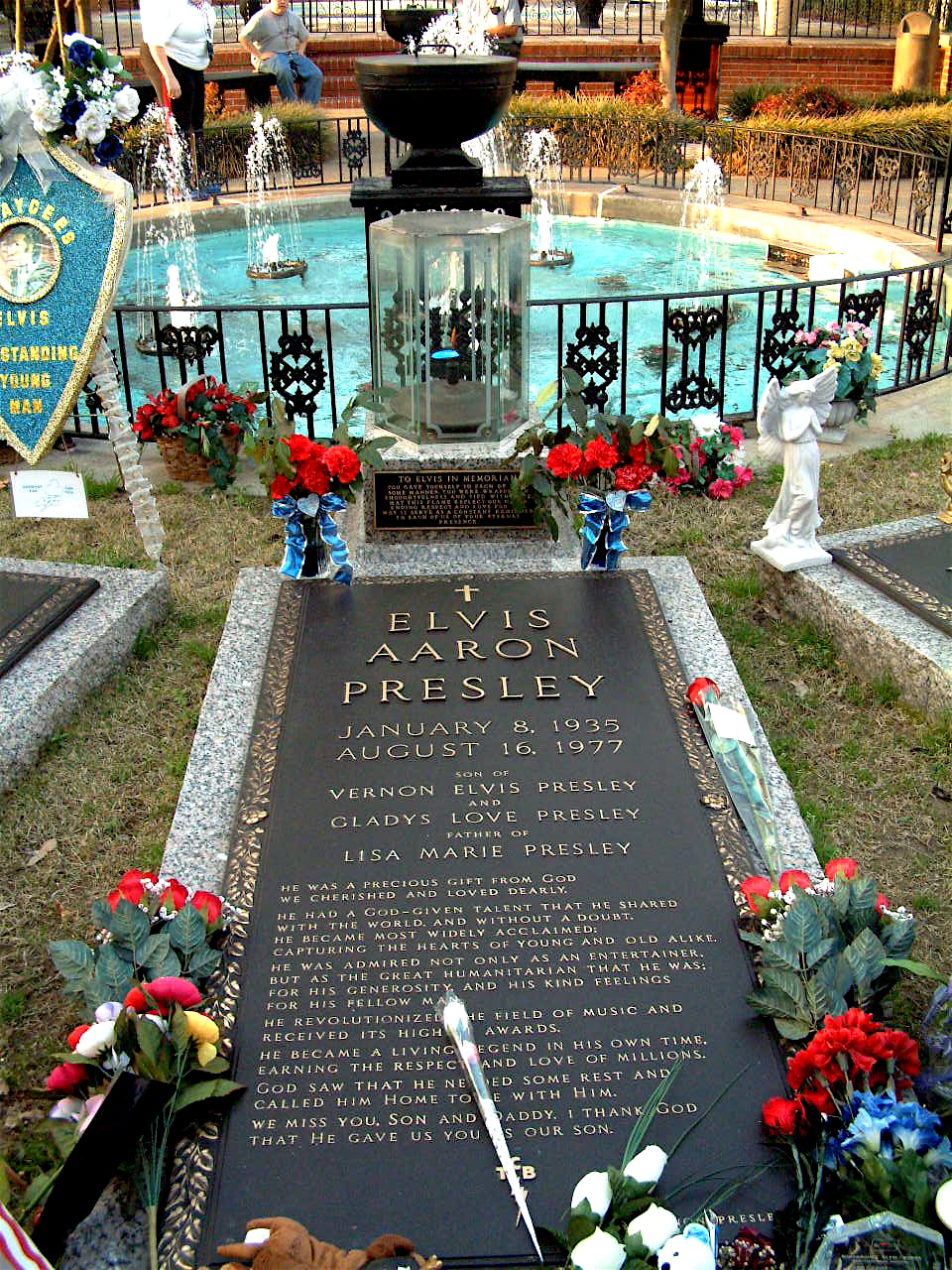
La tomba di Elvis Presley a Graceland

L'accesso al "Meditation Garden" di Graceland con la tomba di Elvis è stato aperto al pubblico già nei primi mesi del 1978, mentre gli ambienti interni dell'abitazione sono stati resi visitabili a partire dal 7 giugno 1982. Questa decisione si rese necessaria fin da subito poiché il mantenimento dell'intera tenuta ammontava a circa 500 000 dollari l'anno e ciò avrebbe rischiato di compromettere la liquidità stessa dell'eredità di Elvis che, al momento della sua morte, ammontava a poco più di un milione di dollari. A decidere per la musealizzazione di Graceland furono Vernon Presley, il padre di Elvis, e la ex moglie di Elvis, Priscilla, al tempo tutrice legale della minorenne Lisa Marie, l'unica figlia di Elvis, nonché vera beneficiaria dell'eredità del padre. 
Da allora Graceland è stata trasformata dagli eredi in un'attività commerciale, in un vero e proprio museo che presto è divenuto meta di pellegrinaggi continui da parte di appassionati e turisti da tutto il mondo, tant'è che nel tempo è diventato uno dei luoghi più visitati degli Stati Uniti contando circa 800 000 accessi l'anno. Tuttavia non tutti gli ambienti della dimora sono visitabili, sono interdetti al pubblico la camera da letto personale di Elvis al primo piano con l'adiacente bagno dove fu trovato esanime il 16 agosto 1977 e in generale tutto il piano superiore della residenza.
Dal 1993 la proprietà della tenuta di Graceland, comprensiva di tutti i cimeli, gli arredi, le vetture e i beni in essa contenuti è stata esclusivamente di Lisa Marie Presley, figlia di Elvis e unica erede legittima del cantante al momento del suo decesso e, secondo quanto previsto dalla legge americana, il vasto terreno della tenuta è esente da ogni tassazione, poiché in parte ospita le salme di defunti, tra cui lo stesso Elvis.
L'organizzazione turistica di Graceland, nonché il vasto agglomerato di attività commerciali sorto al di fuori della proprietà sono in parte gestite dalla Elvis Presley Enterprises di cui Lisa Marie Presley è stata la fondatrice, detenendo il 15% delle azioni, e dalla Authentic Brands Group, con sede a New York, che gestisce tutti i diritti d'autore e d'immagine di Elvis Presley, oltreché di svariate altre star americane.
Nel 1991 Graceland è stata inserita nel National Register of Historic Places e dichiarata un Monumento Storico Nazionale nel 2006.